# Коктейль (фильм)
«Коктейль» (англ. Cocktail) — американский кинофильм 1988 года новозеландского режиссёра Роджера Дональдсона. Основан на полуавтобиографическом романе Хейвуда Гулда, опубликованном в 1984 году. В главных ролях — Том Круз и Брайан Браун.
Фильм был очень успешен в прокате, войдя в 10-ку самых кассовых фильмов 1988 года в мире, собрав более 170 млн долларов при бюджете 20 млн. При этом фильм получил антипремию «Золотая малина» в категории Худший фильм года, а также был холодно встречен критиками.

## Сюжет
Брайан Флэнеган возвращается в Нью-Йорк с армейской службы, он полон амбиций и собирается начать карьеру на Уолл-стрит. Однако, парень везде получает отказ, работодателям нужен диплом. После нескольких безуспешных попыток, он устраивается в бар на Манхеттене по объявлению о работе. В питейном заведении Флэнеган знакомится с опытным барменом Дагом Коглином, который обучает его искусству смешивать коктейли и определённой жизненной философии, того как строить отношения с окружающим миром и в частности с женщинами. Дела идут в гору, Брайан оттачивает мастерство флейринга. Заведение, в котором работают Брайан и Даг, пользуется большой популярностью, там их замечает владелец одного из самых крупных и известных баров в городе, пригласив работать у него. Друзья соглашаются и довольно быстро становятся звездами на новом месте работы. Однако, мечтают они об открытии собственного заведения с названием "Коктейли и Мечты", но довольно скоро ссорятся, не «поделив» девушку по имени Корел, и расстаются.
Проходит несколько лет. Брайан улетает на Ямайку и продолжает работу бармена в пляжном ресторане. Он знакомится с очаровательной художницей и по совместительству официанткой Джордан, приехавшей на отдых из Нью-Йорка. Они начинают встречаться, их тянет друг к другу. Неожиданно на островах появляется старый друг Брайана - Даг. Он женат на Керри, молодой, состоятельной женщине. Даг предлагает Брайану поступить так же, выбрать богатую «клиентку» и вступить в брак по расчёту. Он даже выбирает цель для Брайана — Бонни, даму гораздо старше его, но явно при деньгах. Поддавшись на уговоры, Брайан очаровывает Бонни, но в самый неподходящий момент появляется Джордан и понимая в чем дело, решает, в сердцах, разорвать отношения с Брайаном и спешно улетает в Нью-Йорк.
Брайан понимает, что поступил подло, и, тем не менее, возвращается в Нью-Йорк с Бонни, ошибочно полагая, что она сделает его менеджером на собственной фирме. Когда он окончательно осознает, что Бонни лишь использует его как молодого любовника для своих сексуальных утех, он решает порвать с ней и отправляется на поиски Джордан. Флэнеган находит Джордан. Происходит трудное объяснение, и девушка сообщает, что беременна от него. Выясняется, что Джоржан происходит из богатой семьи. Её отец хочет откупиться от Брайана, но парень отказывается принять деньги. В этот момент Брайан снова встречается с Дагом, который теперь на мели. Он проиграл на бирже все деньги и в полном расстройстве напивается до беспамятства. Керри открыто заигрывает с Брайаном, но он отвергает домогательства, не собираясь посягать на дружбу. Когда Брайан находит Дага — то обнаруживает его покончившим жизнь самоубийством.
После этого Брайан решается ещё раз встретиться с Джордан. Он обещает ей стать хорошим отцом и всецело посвятить себя семье. В конце фильма Брайан и Джордан женятся. Исполняется мечта Брайана, он открывает собственный бар с названием "Коктейли и Мечты", в тот момент как становится ясно, что Джордан ждет близнецов.

## В ролях
- Том Круз — Брайан Флэнеган
- Брайан Браун — Даг Кохлин
- Элизабет Шу — Джордан Муни
- Лиза Бейнс — Бонни
- Келли Линч — Керри Кохлин
- Джина Гершон — Корел

## Музыка к фильму
| Оценки критиков | Оценки критиков |
| Источник        | Оценка          |
| --------------- | --------------- |
| Billboard       | благоприятная   |

В фильме прозвучала песня группы The Beach Boys «Kokomo», которая в 1988 году заняла 1-е место в американском хит-параде Billboard Hot 100.
Музыка была первоначально написана композитором Морисом Жарром . Практически в последнюю минуту его заменил Дж. Питер Робинсон.

## Съёмки
Тома Круза перед съемками фильма обучал Джон Бенди — бармен известной сети T.G.I. Friday’s.

## Критика
Винсент Кэнби из The New York Times дал отрицательный отзыв, назвав фильм «высококлассной, совершенно безмозглой вариацией тех эффективных старых фильмов категории „B“ 1930-х и 40-х годов о жизни, любви и навыках шахтеров, песчаных кабанов и телефонистов». Роджер Эберт из Chicago Sun-Times также высказался негативно, объяснив, что «чем больше вы думаете о том, что происходит, тем больше понимаете, насколько это пусто и сфабриковано».

## Награды
- Антипремия «Золотая малина» в категории худший фильм года.
- Антипремия «Золотая малина» в категории худший сценарий

Номинации
- Золотой глобус «Best Original Song — Motion Picture»
- Грэмми «Best Song Written Specifically for a Motion Picture or for Television»